# 10648 Планціус
10648 Планціус (10648 Plancius) — астероїд головного поясу, відкритий 24 вересня 1960 року.
Тіссеранів параметр щодо Юпітера — 3,317.